# Perníková věž
Perníková věž je český film Milana Šteindlera z roku 2002. Ve stejném roce vyšla i knižní podoba.

## Děj
Mladík Jakub (Jan Dolanský), kterému nedávno zemřela přítelkyně Věra (Dorota Nvotová), je přesvědčen, že za její skon může boss místního podsvětí, kterému se říká Pexeso (Vladimír Marek). Jakub, který neustále zápasí s drogovou závislostí, si sežene zbraň a je rozhodnutý, že smrt své přítelkyně pomstí. Náhodou dostane pozvánku na zahajovací mejdan nočního klubu ZOO, který Pexeso otevřel a rozhodne se, že ho zastřelí právě tam. Jeho vtipný, ale pořád "sjetý" kámoš Radek pro Jakuba sežene kradené auto. Klubová přestřelka skončí ale jinak, než jak si Jakub představoval. Také pátrání po vrahovi Věry končí překvapivě. Jakub odjíždí tam, kde strávil své dětství se svou láskou a všechno směruje k rozuzlení.

## Obsazení
| Jan Dolanský        | Jakub                            |
| Radek Kuchař        | Radek                            |
| Michal Dočolomanský | Jakubův otec                     |
| Dorota Nvotová      | Věra                             |
| Vladimír Marek      | mafiánský boss Pexeso            |
| Vítězslav Jandák    | soused                           |
| Sylva Legnerová     | Jakubova matka                   |
| Jiří Schmitzer      | invalida                         |
| Pepa Nos            | bezdomovec                       |
| Lenka Vychodilová   | sousedka                         |
| Vanda Exnerová      | Nikola (namluvila Jitka Ježková) |